# Waka Waka (This Time for Africa)
Singles de Shakira & Freshlyground
Gypsy
(2010) Loca
(2010)
Waka Waka (This Time for Africa), en anglais, et Waka Waka (Esto es África) en espagnol, reprise de la chanson Zangalewa interprétée par le groupe camerounais Golden sound par Shakira et le groupe sud-africain Freshlyground. Il s'agit de la musique officielle de la Coupe du monde de football de 2010 qui s'est déroulée en Afrique du Sud. Shakira et le groupe Freshlyground ont interprété ce titre le 10 juin 2010 lors du concert d'ouverture du mondial dans le stade d'Orlando à Soweto et l'ont interprété de nouveau durant la cérémonie de clôture qui s'est déroulée le 11 juillet 2010 dans le stade Soccer City à Johannesbourg. Waka Waka s'est déjà écoulé à plus de 10 millions d'exemplaires à travers le monde[Quand ?] et s'est classé numéro un dans plus d'une quarantaine de pays. Il est devenu le titre composé pour une Coupe du monde le plus vendu de l'histoire.

## Présentation

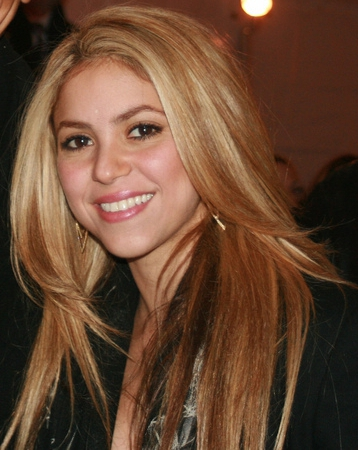
La chanteuse colombienne Shakira, interprète de Waka Waka.

Waka Waka est extrait de l'album Listen Up! The Official 2010 FIFA World Cup Album sorti le 31 mai 2010 et figure également sur l’album de Shakira intitulé Sale el Sol sorti le 18 octobre 2010.
Le refrain de Waka Waka est repris de la chanson éponyme Zangaléwa, qui est à l'origine un chant de l'armée camerounaise écrite et composée par le groupe de musique de la garde présidentielle camerounaise, Zangalewa qui a connu avec ce titre un très grand succès dans les années 1980. Alors que des rumeurs de plagiat avaient fait leur apparition dès la sortie du titre, des membres du groupe Zangalewa lors d'une conférence de presse ont expliqué avoir négocié en amont avec Sony Music Entertainment qui produit Waka Waka, aboutissant à un accord entre les deux parties. Cette adaptation par Shakira est vécue comme une reconnaissance pour le groupe, qui envisage de se reformer.
À propos du titre, Shakira a déclaré sur son site officiel : « Je suis honorée que Waka Waka (This Time For Africa) ait été choisi pour la Coupe du monde 2010. La Coupe du monde de la FIFA est un événement mondial, reliant tous les pays, toutes les nationalités, religions autour d'une même passion. Elle représente un événement qui a le pouvoir d'unir et d'intégrer, et c'est ce sur quoi cette chanson porte. La musique africaine est si inspirante et en mesure de trouver sa place dans la culture pop mondiale. Je suis très fière d'avoir travaillé avec l'un des groupes les plus acclamés en Afrique du Sud, Freshlyground ».
Le refrain de Waka Waka est interprété en langue fang et la partie de Zolani Mahola du groupe Freshlyground en zoulou.

## Liste des pistes
- Digital Single

1. Waka Waka (This Time for Africa) - 3:22

- CD Single

1. Waka Waka (This Time for Africa) - 3:22
2. Waka Waka (This Time for Africa) (Club Mix) - 3:12

## Clip vidéo
Le clip a été dévoilé le 6 juin 2010. Il existe également une version en 3D du clip en partenariat avec Sony, partenaire officiel de cette Coupe du monde, qui sort son premier téléviseur 3D à l'occasion de ce mondial. Tout au long du clip des moments forts des précédentes Coupe du monde de la FIFA sont diffusés.
Des footballeurs tels que Lionel Messi, Dani Alves, Rafael Márquez, Gerard Piqué ou encore Carlos Kameni, présents lors du tournage du clip, font leur apparition à plusieurs reprises. Le clip comporte aussi des images d'archives des précédentes coupes du monde de football. Il s'ouvre sur le tir au but réussi de Fabio Grosso face au gardien Fabien Barthez, lors de la finale de 2006, permettant à l'équipe d'Italie de gagner sa 4e coupe du monde. On y voit aussi notamment Thierry Henry, puis Gennaro Gattuso qui soulève la coupe. Les premières sélections en équipe nationale de Lionel Messi et Cristiano Ronaldo pour la coupe du monde de 2006. Le but de Hasan Şaş contre l'équipe du Brésil lors de la coupe du monde de 2002. Taribo West en pleure en 2002. Une dispute entre Siniša Mihajlović et Jens Jeremies lors de la coupe du monde de 1998. La réaction de Josip Šimunić après avoir reçu un carton jaune de l'arbitre Graham Poll, qui jouait contre l'équipe d'Australie en 2006. La satisfaction du gardien Paul Robinson en 2006. Zinédine Zidane qui crie lors de la finale de 2006. Fabien Barthez qui contre Ronaldo, et qui chutent tous les deux lors de la finale de 1998. Le but de Bakary Koné contre l'équipe des Pays-Bas en 2006. Roberto Carlos et Gilberto Silva qui se serrent dans les bras, puis Cafu de l'équipe du Brésil lors de la finale de 2002, qui gagne ainsi sa 5e coupe du monde. Yoo Sang-chul qui vient de marquer un but contre l'équipe de Pologne, et Seol Ki-hyeon qui fête avec lui ce but en 2002. David Beckham qui montre son maillot et Trevor Sinclair en 2002. Miroslav Klose qui fait un saut en avant retourné après avoir marqué contre l'équipe de république d'Irlande en 2002. Roberto Baggio qui tombe en arrière après avoir marqué contre l'équipe d'Espagne en 1994. Les joies de Diego Maradona lors de la finale de 1986, Zinédine Zidane lors de la finale de 1998, Pelé lors de la finale de 1970, et pour finir la réaction de tristesse de Roberto Baggio lors de son tir au but manqué et la joie du gardien Cláudio Taffarel lors de la finale de 1994. Ces images d'archives permettent aussi d'indiquer que parfois une équipe peut perdre lors d'une coupe du monde et gagner lors d'une autre coupe du monde, en l'occurrence on y voit l'équipe d'Italie perdre aux tirs au but en 1994 et gagner aux tirs au but en 2006, ou l'équipe de France gagner la finale en 1998 et perdre la finale en 2006.
Depuis sa sortie, la version en anglais du clip officiel a été visionné plus de quatre milliards de fois (décembre 2024), ce qui en fait la vingtième vidéo la plus vue de l'histoire de YouTube. La version en espagnole, quant à elle, a été vue plus de 187 millions de fois (avril 2016).

## 1Goal: Éducation pour Tous
À l'occasion de la Coupe du monde de football 2010, Shakira devient l'ambassadrice de la campagne 1Goal : Education for All (1But : Éducation pour Tous), qui vise à assurer l'éducation aux 72 millions d'enfants à travers le monde qui ne peuvent pas aller à l'école et plus particulièrement en Afrique à l'occasion de cette Coupe du monde qui se déroule en Afrique du Sud. Le titre Waka Waka (This Time for Africa) figure sur l'album Listen Up! The Official 2010 FIFA World Cup Album sorti le 31 mai 2010 et dont tous les bénéfices sont reversés à 1Goal. Pour le lancement du clip de la chanson, Shakira invite les internautes du monde entier à poster leur propre vidéo ou ils dansent sur la chorégraphie de Waka Waka pour soutenir la campagne 1Goal. La campagne sera un très grand succès avec plusieurs milliers de vidéos postées sur YouTube.

## Classements, certifications et ventes
| Classements (2010)                            | Meilleure position |
| --------------------------------------------- | ------------------ |
| Afrique du Sud (Airplay Chart)                | 1                  |
| Allemagne (Media Control)                     | 1                  |
| Amérique latine (TopLatino)                   | 1                  |
| Argentine (Argentina Top 100)                 | 1                  |
| Australie (ARIA Charts)                       | 6                  |
| Autriche (Ö3 Austria Top 40)                  | 1                  |
| Belgique (Ultratop)                           | 1                  |
| Brésil (Brazilian Hot 100)                    | 26                 |
| Canada (Canadian Hot 100)                     | 11                 |
| Canada (Hot Digital) Téléchargements          | 6                  |
| Chili (Singles Top 100)                       | 1                  |
| Colombie (Singles Chart)                      | 1                  |
| Croatie (Singles Top 100)                     | 1                  |
| Danemark (IFPI)                               | 1                  |
| Espagne (PROMUSICAE)                          | 1                  |
| Estonie (Airplay Chart)                       | 2                  |
| Europe (European Hot 100 Singles)             | 1                  |
| Europe (Euro Digital Top 100) Téléchargements | 1                  |
| Finlande (Mitä hittiä)                        | 1                  |
| France (SNEP) Singles                         | 1                  |
| France (SNEP) Téléchargements                 | 1                  |
| Grèce (Nielsen)                               | 6                  |
| Hongrie (Mahasz)                              | 1                  |
| Japon (Hot Top Airplay)                       | 9                  |
| Indonésie (iRing Indosat)                     | 1                  |
| Irlande (IRMA)                                | 10                 |
| Italie (FIMI)                                 | 1                  |
| Liban (Airplay Chart)                         | 1                  |
| Luxembourg (Nielsen)                          | 1                  |
| Mexique (Singles Chart)                       | 1                  |
| Norvège (VG-lista)                            | 2                  |
| Nouvelle-Zélande (RIANZ)                      | 34                 |
| Paraguay (Singles Chart)                      | 1                  |
| Pays-Bas (Singles Top 100)                    | 2                  |
| Pologne (Nielsen)                             | 1                  |
| Portugal (Nielsen)                            | 1                  |
| République tchèque (IFPI)                     | 1                  |
| Royaume-Uni (Official Charts Company)         | 21                 |
| Russie (2M)                                   | 13                 |
| Serbie (Top 50 Srbija)                        | 1                  |
| Slovaquie (IFPI)                              | 2                  |
| Suède (Sverigetopplistan)                     | 1                  |
| Suisse (Media Control)                        | 1                  |
| Uruguay (Singles Top 50)                      | 1                  |
| USA (Hot 100)                                 | 38                 |
| USA (Digital Songs)                           | 23                 |
| USA (Latin Songs)                             | 2                  |
| Monde (World Charts Top 100)                  | 2                  |

| Pays                     | Certifications | Ventes,     |
| ------------------------ | -------------- | ----------- |
| Allemagne                | 2 × Platine    | +800 000    |
| Australie                | Or             | +70 000     |
| Autriche                 | 2 × Platine    | +60 000     |
| Belgique                 | 2 × Platine    | +80 000     |
| Danemark                 | Platine        | +50 000     |
| Espagne                  | 6x Platine     | +500 000    |
| États-Unis               | 2x Platine     | +2 000 000  |
| Finlande                 | 3x Platine     | +30 000     |
| France                   | Diamant        | +600 000    |
| Inde (Mobiles)           | Platine        | +850 000    |
| Italie                   | 3 × Platine    | +350 000    |
| Colombie                 |                | +200 000    |
| Mexique                  | 2x Platine     | +250 000    |
| Paraguay                 | 2 × Platine    | +90 000     |
| Drapeau d'Afrique du Sud |                | +250 000    |
| Portugal                 | 3 × Platine    | +150 000    |
| Royaume-Uni              | Argent         | +390 000    |
| Suède                    | 3 × Platine    | +110 000    |
| Brésil                   |                | +1 100 000  |
| Suisse                   | 2 × Platine    | +80 000     |
| Monde                    |                | +10 000 000 |